# Wolffsohn-macskanyúl
A Wolffsohn-macskanyúl (Lagidium wolffsohni) az emlősök (Mammalia) osztályának a rágcsálók (Rodentia) rendjébe, ezen belül a csincsillafélék (Chinchillidae) családjába tartozó ritka rágcsálófaj.

## Előfordulása, életmódja
Argentína délnyugati részén és a szomszédos Chilében él, sziklás hegyvidéki lejtőkön, 4000 méteres magasságig. Kolóniákban él, melyek akár pár száz egyedet is számolhatnak.

## Természetvédelmi helyzete
Adatok hiányában jelenleg nem szerepel a Vörös listán. Korábbi, 1996-os besorolása mérsékelten fenyegetett volt. Argentínában veszélyeztetett fajként tartják számon.